# ناتاشا هاردینگ
ناتاشا هاردینگ (انگلیسی: Natasha Harding؛ زادهٔ ۲ مارس ۱۹۸۹) بازیکن فوتبال اهل بریتانیا است.
از باشگاه‌هایی که در آن بازی کرده‌است می‌توان به باشگاه فوتبال زنان منچستر سیتی، واشینگتن اسپیریت، باشگاه فوتبال ردینگ، باشگاه فوتبال بریستول راورز، باشگاه فوتبال منچستر سیتی، باشگاه فوتبال زنان لیورپول، و باشگاه فوتبال کاردیف سیتی اشاره کرد.
وی همچنین در تیم ملی فوتبال زنان ولز بازی کرده‌است.